# Antena d'alt guany
Una antena d'alt guany (high-gain antenna o HGA en anglès) és una antena amb un estret feix d'ones de ràdio. Aquest estret feix permet una selecció més precisa del senyal de ràdio - també coneguda com una antena direccional. Més comunament coneguda durant les missions espacials, aquestes antenes estan també en ús en tota la Terra, amb més èxit en terreny pla i lliure on no hi ha muntanyes per interrompre les ones de ràdio.

## Galeria

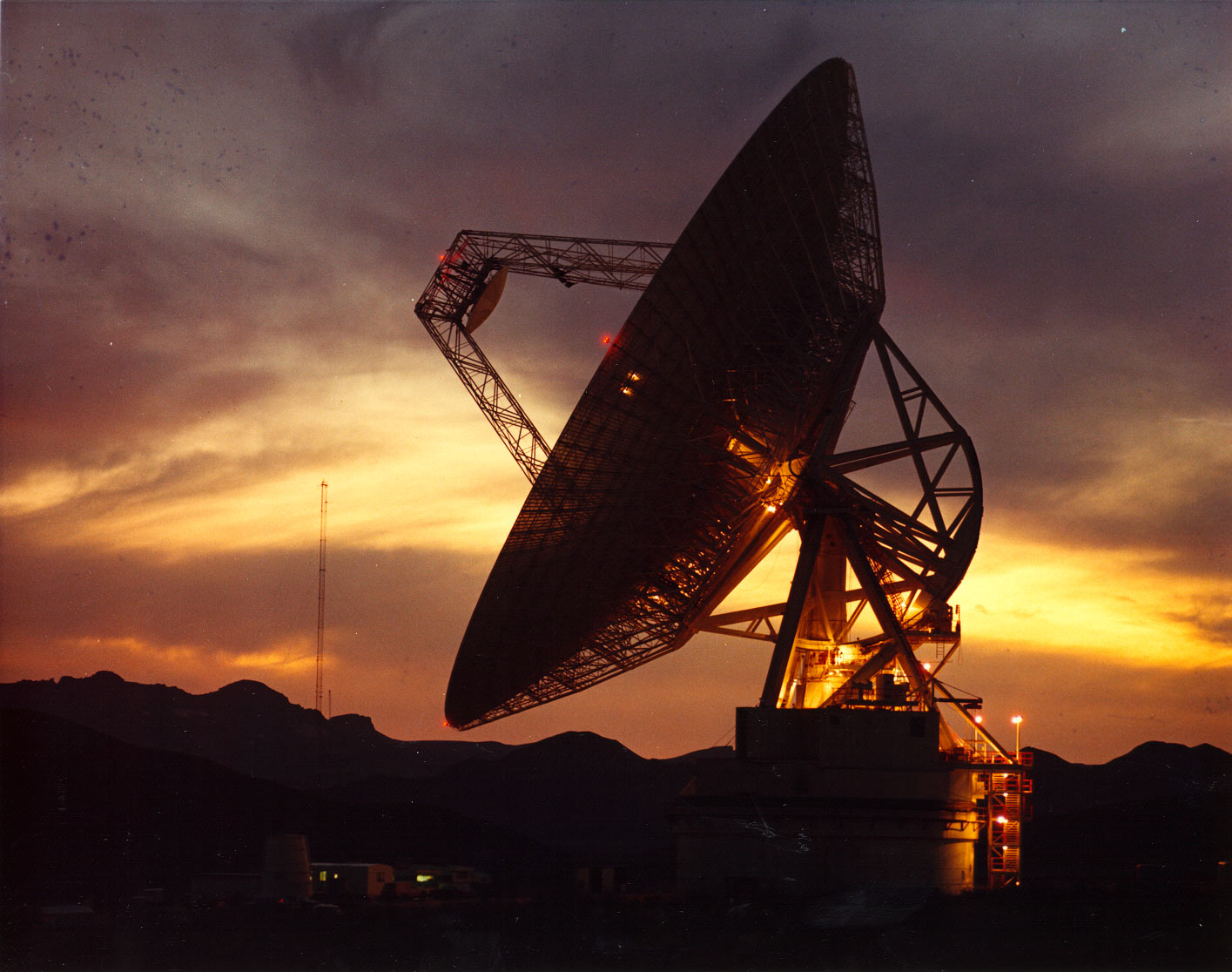
Antena parabòlica - l'antena de 70m al complex Goldstone
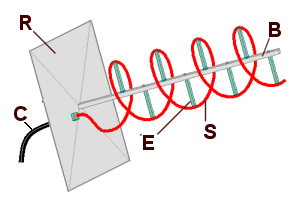
Antena helical
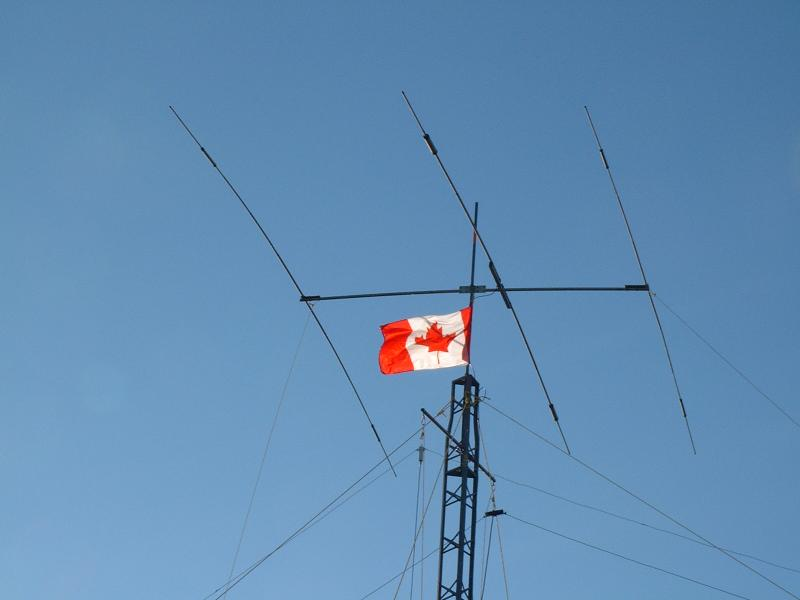
Una antena Yagi-Uda. D'esquerra a dreta, els elements instal·lats al monobloc són anomenats el reflector, element actiu, i el director. El reflector s'identifica fàcilment per ser una mica (5%) més llarg que l'element actiu, i el director una mica (5%) més curt.
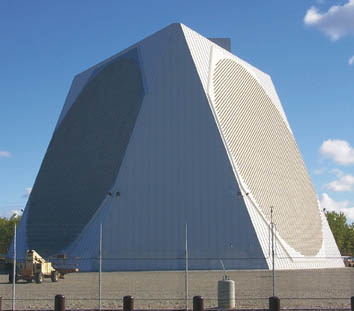
Un radar gegant d'antenes en fase a Alaska
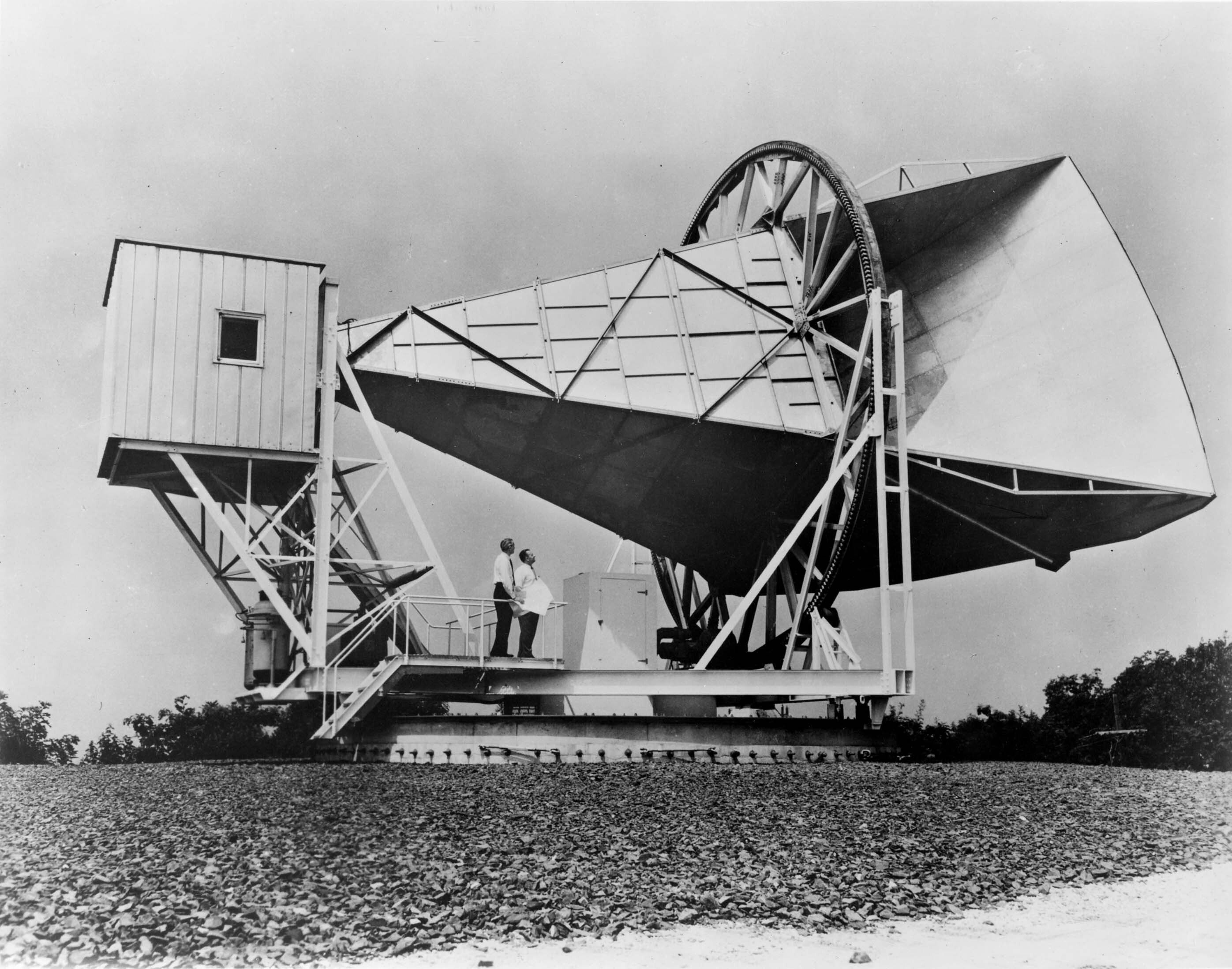
Holmdel Horn Antenna a Holmdel, New Jersey. Construït per suportar el programa de comunicacions per satèl·lit Echo,[4] més tard es va utilitzar en experiments que van revelar la radiació còsmica de fons que impregna l'univers.
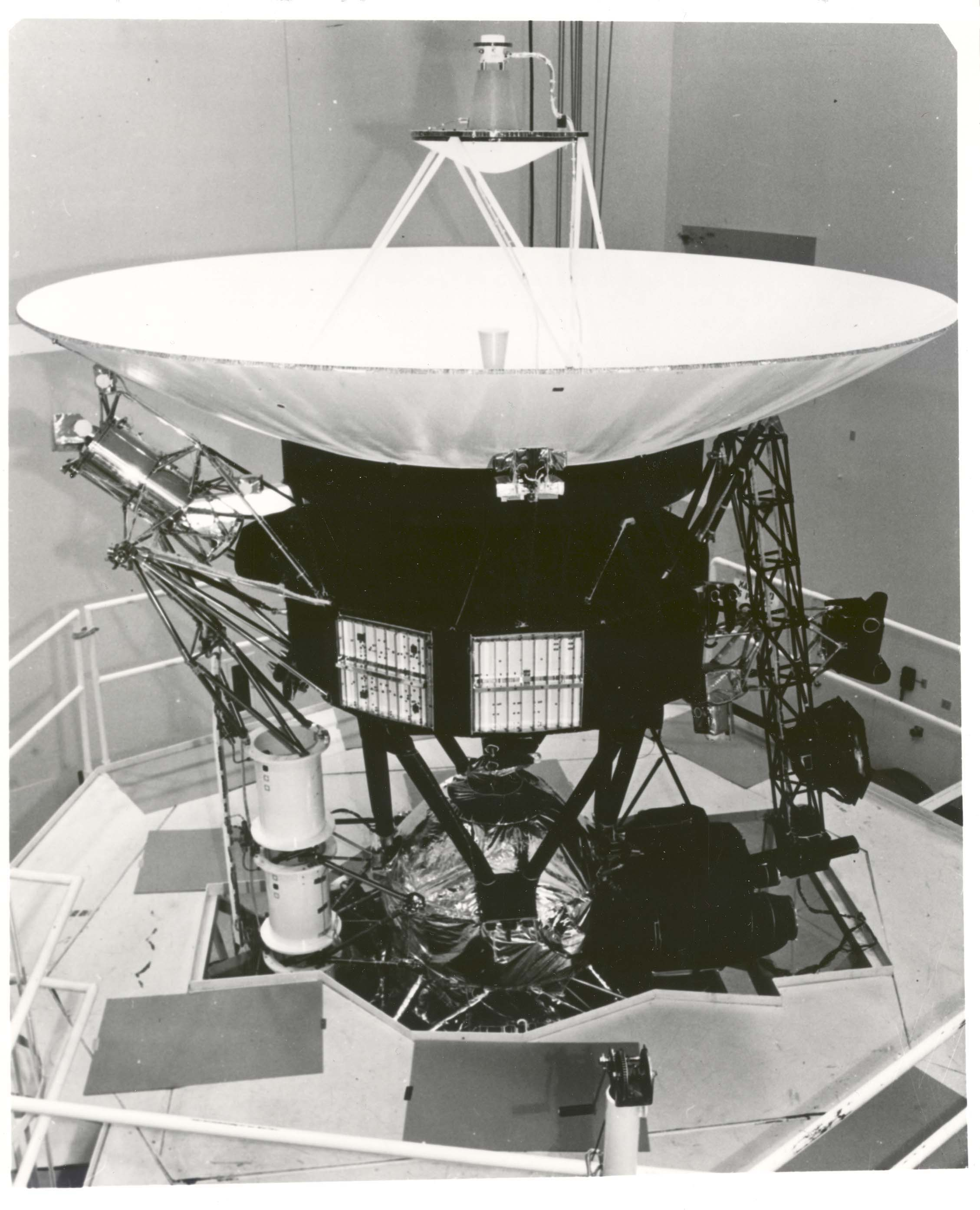
Sonda Voyager 2. El HGA (una antena parabòlica) és l'objecte en forma de plat gran.